# Louis Gabriel Duret
Louis Gabriel Duret est un homme politique français né le 9 avril 1781 à Saint-Jean-d'Angély (Saintonge) et mort le 24 mai 1868 au même lieu.

## Biographie
Louis Gabriel Duret est le fils de Louis François Duret et de Marie Marguerite Guillonnet.
Avocat à Saint-Jean-d'Angély, il est député de la Charente-Maritime en 1815, lors des Cent-Jours. Il est président du tribunal civil de Saint-Jean-d'Angély sous la Monarchie de Juillet et s'occupe l'histoire locale.

## Sources
- « Louis Gabriel Duret », dans Adolphe Robert et Gaston Cougny, Dictionnaire des parlementaires français, Edgar Bourloton, 1889-1891 [détail de l’édition]